# تترامتیل‌آمونیوم
تترامتیل‌آمونیوم (TMA) یا (+Me۴N) ساده‌ترین کاتیون آمونیوم نوع چهارم و شامل چهار گروه متیل متصل به یک اتم مرکزی نیتروژن است و با نئوپنتان ایزوالکترونیک است. این گونه دارای یک بار مثبت می‌باشد و تنها می‌تواند همراه با یک یون مقابل جدا شود. نمکهای متداول این گونه شامل تترامتیل‌آمونیوم کلرید و تترامتیل‌آمونیوم هیدروکسید هستند. نمک‌های تترامتیل‌آمونیوم در سنتزهای شیمیایی مورد استفاده قرار می‌گیرند و به‌طور گسترده‌ای در آزمایش‌های دارویی به‌کار گرفته می‌شوند.